# Tivodrassus reddelli
Tivodrassus reddelli is een spinnensoort in de taxonomische indeling van de Prodidomidae.
Het dier behoort tot het geslacht Tivodrassus. De wetenschappelijke naam van de soort werd voor het eerst geldig gepubliceerd in 1976 door Norman I. Platnick & Mohammad U. Shadab.